# یورای یاکوبیسکو
یورای یاکوبیسکو (اسلواکی: Juraj Jakubisko؛ ۳۰ آوریل ۱۹۳۸ – ٢۴ فوریهٔ ٢٠٢٣) کارگردان فیلم و فیلم‌نامه‌نویس اهل اسلواکی بود.
سبک هنری او از نوع واقع‌گرایی جادویی بود و منتقدان و روزنامه‌نگاران در سال ۲۰۰۰ میلادی، او را بهترین کارگردان اسلواک در قرن بیستم لقب دادند.
از فیلم‌ها یا مجموعه‌های تلویزیونی که وی در آن‌ها نقش داشته است می‌توان به باتوری اشاره نمود.